# Saison 2 de Longmire
Chronologie
Saison 1 Saison 3
Cet article présente le guide des épisodes de la deuxième saison de la série télévisée Longmire.

## Distribution

### Acteurs principaux
- Robert Taylor (V. F. : Michel Vigné) : Walt Longmire
- Bailey Chase (V. F. : Denis Laustriat) : Branch Connally
- Katee Sackhoff (V. F. : Ariane Deviègue) : Victoria « Vic » Moretti
- Cassidy Freeman (V. F. : Laurence Dourlens) : Cady Longmire
- Lou Diamond Phillips (V. F. : Marc Saez) : Henry Standing Bear

### Acteurs secondaires
- Adam Bartley (V. F. : Donald Reignoux) : Ferguson
- Louanne Stephens (V. F. : Cathy Cerdà) : Ruby
- Louis Herthum (V. F. : Guillaume Orsat) : Omar
- Zahn McClarnon (V. F. : Jean-Pascal Quilichini) : Officier Mathias
- A. Martinez (V. F. : Michel Bedetti) : Jacob Nighthorse
- Katherine LaNasa (V. F. : Françoise Cadol) : Lizzie Ambrose
- Peter Weller (V. F. : Luc Bernard) : Lucien Connall
- John Bishop : Bob Barnes
- Charles S. Dutton : Détective Fales
- Michael Mosley : Sean Moretti
- Gerald McRaney : Barlow Connally
- Lee Tergesen : Ed Gorski
- Mädchen Amick : Deena
- Lochlyn Munro : Grant Thayer
- Arron Shiver : Billy Barnes

## Épisodes

### Épisode 1:Dans la tourmente
- États-Unis : 27 mai 2013 sur A&E[1]
- France : 20 décembre 2014 sur D8
- Québec : 9 juin 2014 sur Séries+

- États-Unis : 4,31 millions de téléspectateurs[2] (Première diffusion)

### Épisode 2:Carcasses
- États-Unis : 3 juin 2013 sur A&E
- France : 20 décembre 2014 sur D8
- Québec : 10 juin 2014 sur Séries+

- États-Unis : 3,75 millions de téléspectateurs[3] (Première diffusion)

### Épisode 3:Surgit la mort tel le tonnerre
- États-Unis : 10 juin 2013 sur A&E
- France : 20 décembre 2014 sur D8
- Québec : 11 juin 2014 sur Séries+

- États-Unis : 3,57 millions de téléspectateurs[4] (Première diffusion)

### Épisode 4:La route de l'enfer
- États-Unis : 17 juin 2013 sur A&E
- France : 20 décembre 2014 sur D8
- Québec : 12 juin 2014 sur Séries+

- États-Unis : 3,32 millions de téléspectateurs[5] (Première diffusion)

### Épisode 5:Combattre la douleur
- États-Unis : 24 juin 2013 sur A&E
- France : 27 décembre 2014 sur D8
- Québec : 13 juin 2014 sur Séries+

- États-Unis : 3,21 millions de téléspectateurs[6] (Première diffusion)

### Épisode 6:Le guerrier contraire
- États-Unis : 1er juillet 2013 sur A&E
- France : 27 décembre 2014 sur D8
- Québec : 16 juin 2014 sur Séries+

- États-Unis : 3,49 millions de téléspectateurs[7] (première diffusion)

### Épisode 7:De bruit et de fureur
- États-Unis : 8 juillet 2012 sur A&E
- France : 27 décembre 2014 sur D8
- Québec : 17 juin 2014 sur Séries+

- États-Unis : 3,55 millions de téléspectateurs[8] (première diffusion)

### Épisode 8:Le grand esprit
- États-Unis : 15 juillet 2013 sur A&E
- France : 27 décembre 2014 sur D8
- Québec : 18 juin 2014 sur Séries+

- États-Unis : 3,39 millions de téléspectateurs[9] (première diffusion)

### Épisode 9:Rouge toscan
- États-Unis : 29 juillet 2013 sur A&E
- France : 3 janvier 2015 sur D8
- Québec : 19 juin 2014 sur Séries+

- États-Unis : 3,51 millions de téléspectateurs[10] (première diffusion)

### Épisode 10:Le jour des élections
- États-Unis : 5 août 2013 sur A&E
- France : 3 janvier 2015 sur D8
- Québec : 20 juin 2014 sur Séries+

- États-Unis : 3,86 millions de téléspectateurs[11] (première diffusion)

### Épisode 11:Un dangereux remède
- États-Unis : 12 août 2013 sur A&E
- France : 3 janvier 2015 sur D8
- Québec : 23 juin 2014 sur Séries+

- États-Unis : 3,6 millions de téléspectateurs[12] (première diffusion)

### Épisode 12:À qui ce doigt?
- États-Unis : 19 août 2013 sur A&E
- France : 3 janvier 2015 sur D8
- Québec : 24 juin 2014 sur Séries+

- États-Unis : 4,12 millions de téléspectateurs[13] (première diffusion)

### Épisode 13:Médecine toxique
- États-Unis : 26 août 2013 sur A&E
- France : 3 janvier 2015 sur D8
- Québec : 25 juin 2014 sur Séries+

- États-Unis : 4,42 millions de téléspectateurs[14] (première diffusion)